# トーマス・ラヴェリ
トーマス・ラヴェリ（Thomas Ravelli, 1959年8月13日 -）は、スウェーデン出身の元サッカー選手。ポジションはGK。オーストリア系とイタリア系移民を祖先に持つ 。

## 経歴
エステルスIFで選手キャリアをスタートさせると、2度のリーグ制覇（1980年、1981年）に貢献し、1981年にはスウェーデン年間最優秀選手賞を受賞。1989年には国内の強豪IFKヨーテボリへ移籍し、6度のリーグ制覇（1990年、1991年、1993年、1994年、1995年、1996年）に貢献した。また1998年からはアメリカメジャーリーグ・サッカーのタンパベイ・ミューティニーでプレーをした。
スウェーデン代表としては1981年から1997年の間に国際Aマッチ143試合に出場。出場数は2000年のUEFA EURO 2000においてドイツのローター・マテウスに塗り替えられるまで世界最多出場記録だった
。なお、この記録は2013年にアンデシュ・スヴェンソンが更新するまで、スウェーデン代表の最多出場記録でもあった。
長らくスウェーデン代表の正GKを務め、1990年のFIFAワールドカップ・イタリア大会出場、1994年のFIFAワールドカップ・アメリカ大会3位入賞、地元開催となった1992年のUEFA EURO '92ベスト4進出に貢献した。特に1994年のワールドカップ準々決勝、ルーマニア戦では2本のPKを阻止する活躍を見せ、36年ぶりとなるベスト4進出の立役者となった。同年に国際サッカー歴史統計連盟(IFFHS)により発表された年間最優秀GK賞ではベルギーのミシェル・プロドームに次いで第2位に選ばれた。
双子の兄弟のアンドレアスも元サッカー選手で、ポジションはDF。スウェーデン代表として1980年から1989年の間に国際Aマッチ41試合に出場した。

## 個人タイトル
- グルドボレン：1回 (1981)